# Långfredagsavtalet
Långfredagsavtalet (engelska: Good Friday Agreement; (iriska: Comhaontú Bhéal Feirste eller Comhaontú Aoine an Chéasta; ulsterskotska: Bilfawst Greeance eller Guid Friday Greeance) är ett fredsavtal som slöts långfredagen den 10 april 1998 mellan de brittiska och irländska regeringarna, med stöd från flertalet av de politiska partierna i Nordirland. Avtalet rör förhållanden inom Nordirland; mellan Nordirland och Republiken Irland; samt mellan Förenade konungariket Storbritannien och Nordirland och Republiken Irland.

## Grundläggande principer
De grundläggande principerna i avtalet är 
- att Nordirlands ställning, som en del av en fortsatt "union med Storbritannien" ("Union with Great Britain") eller av ett "självständigt enat Irland" ("sovereign united Ireland"), ska avgöras av Nordirlands befolkning,[2]
- att självstyrande demokratiska institutioner i Nordirland upprättas som ska bygga på samverkan mellan de två motsatta blocken - unionister och nationalister,
- att det självstyrande Nordirland ska upprätta ett nära samarbete med republiken Irland.

## Avtalet
Avtalstexten består av elva avdelningar:
- En deklaration om stöd för avtalets principer, där undertecknarna bland annat tar avstånd från användning av våld för politiska syften.[3]

- En avdelning om konstitutionella frågor:[2]
  - Den brittiska regeringen förbinder sig att införa lagstiftning om att Nordirlands konstitutionella ställning ändras om en majoritet av väljarna i en folkomröstning uttrycker en sådan önskan.
  - Den irländska regeringen förbinder sig att ordna folkomröstning om att ändra de paragrafer i Irlands författning som anses innebära att republiken gör anspråk på Nordirland.

- En avdelning om nya demokratiska institutioner i Nordirland[4]
  - Ett nytt regionalt parlament med 108 ledamöter. Parlamentet väljs i proportionella val genom single transferable vote. Viktiga beslut måste tas enligt en särskild procedur, antingen en majoritet av röstande ledamöter som också innehåller en majoritet unionister och en majoritet av nationalister, eller 60% av de röstande inklusive 40% av vardera unionister och nationalister.
  - Den verkställande makten ska innehas av en samregering som leds av en försteminister (first minister) och en vice försteminister (deputy first minister). Dessa väljs gemensamt och måste ha stöd av en majoritet inom båda blocken. Övriga ministerposter fördelas proportionellt enligt d’Hondts metod.

- En avdelning om samarbete mellan Nordirland och Republiken Irland:[5]
  - Ett ministerråd, Ministerrådet Nord-Syd, upprättas, som sammanför ministrar från Nordirlands regering och den irländska regeringen. Ministerrådet fattar beslut med enhällighet.
  - Allirländska organ upprättas för att genomföra beslut av ministerrådet

- En avdelning om samarbete mellan de brittiska och irländska regeringarna, självstyrelseorganen i Nordirland, Skottland, Wales, samt representanter från Isle of Man och Kanalöarna:[6]
  - Ett nytt råd, Brittisk-irländska rådet, inrättas som samlar representanter för de olika regeringarna.
  - En parlamentarikerförsamling, Brittisk-irländska parlamentarikerförsamlingen, inrättas som samlar representanter för de olika parlamenten. Möjligheten ges att basera det nya organet på den redan existerande Brittisk-irländska interparlamentariska församlingen.

- En avdelning om mänskliga rättigheter, jämlikhet, sociala och kulturella ärenden: 
  - Ny lagstiftning ska införas på dessa områden. Här ingår även åtgärder för Nordirlands minoritetsspråk iriska och ulsterskotska.

- En avdelning om avväpning av de olagliga väpnade grupperna i Nordirland:
  - Parterna förbinder sig att verka för att dessa grupper avväpnas.
  - En oberoende internationell kommission tillsätts för att övervaka avväpningen.

- En avdelning om säkerhetsfrågor:
  - Den brittiska regeringen ska verka för att begränsa sin militära närvaro i Nordirland.[7]

- En avdelning om översyn av Nordirlands polisväsende och rättssystem:[8]
  - En oberoende kommission tillsätts för att lämna rekommendationer om reformer av polisväsendet.

- En avdelning om fångar som tillhör olagliga organisationer och har begått politiskt motiverade brott:
  - Regeringarna ska införa ett program för frigivning i förtid av fångar som tillhör de organisationer som upprätthåller vapenvila.

- En avdelning om hur avtalet ska övervakas och utvärderas.

## Folkomröstningarna
Långfredagsavtalet underställdes folkomröstning i båda delarna av Irland på samma dag, 22 maj 1998. I republiken var en folkomröstning nödvändig för att genomföra de författningsändringar som krävdes.
- I Nordirland röstade 71% av väljarna ja. Valdeltagandet var 81%.
- I republiken Irland röstade 94% av väljarna ja. Valdeltagandet var 56%.[9]